# Robert Colli
Robert Colli (27 de junio de 1898 - 22 de julio de 1980) fue un militar austriaco con el rango de oberst (coronel) en la Wehrmacht durante la Segunda Guerra Mundial, condecorado con la cruz de caballero de la cruz de hierro por su valentía, al detener un T-34 con su pistola luger durante la campaña rusa.